# Henrik Bull (arkitekt)
Henrik Bull, född den 28 mars 1863 i Kristiania (nuvarande Oslo), död den 2 juni 1952, var en norsk arkitekt, son till Georg Andreas Bull.
Bull studerade 1884-88 vid högskolan i Charlottenburg och slog sig sedan ned i Kristiania. Ett antal monumentala byggnader har av honom uppförts i Kristiania: Pauluskirken, Mogens Thorsens stiftelse, Nationalteatret, Historisk museum och Regjeringsbygningen.
Han har även uppfört landskyrkor, av vilka särskilt må nämnas Åmot i Österdalen och Nore i Numedal. Bull utställde även vackra möbler på Stockholmsutställningen 1897.
Henrik Bull var gift med skådespelerskan Mette Bull.